# 泉大智
泉 大智（いずみ だいち、1996年6月1日 - ）は、日本のミュージシャン、俳優。
東京都出身。スターダストプロモーション制作1部所属。DISH//のドラマーとして活動中。2024年-ソロアーティストとしても活動開始。以前はカスタマイZのドラマーとしても活動していた。

## 略歴・人物
好きな食べ物はカレー、寿司。
猿楽小学校出身。小学校のサッカーチームに所属しており、運動神経は抜群だった。ゴールキーパーをやった際には、自分の頭上に来たシュートを逆立ちで止めるという妙技を見せることもあった。
ドラムを始めたきっかけは、小学4年生の時に通った音楽教室である。その後、中学3年生から本格的に始めた。
中学1年生〜中学3年生まで部員8人のサッカー部のキャプテンを務めていた。選出理由はサッカー経験が一番長かったから。
2012年から2016年まではカスタマイZのドラマーとして活動。メンバーの寺坂尚呂己とは中学校の同級生であった。カスタマイZはグループ・運営内で各メンバーの将来への展望を話し合った結果、メンバーそれぞれの道へ進むことを理由に2016年8月26日解散。同日品川ステラボールにてファイナルライブが開催された。
カスタマイZ解散後、ドラムを叩ける場所を探していた時、同じ事務所の北村匠海に誘われてDISH//に加入する。2017年1月1日武道館ライブにて電撃加入がサプライズで発表された。
DISH//メンバーの家族とも仲が良く、北村匠海の父と釣りに行ったり橘柊生の叔母とオンラインゲームをするなどしている。
2017年2月5日、5人体制で初のワンマンライブにて60秒間で1208回ドラムを叩くギネス記録に挑戦したが769回で失敗。来場客全員に肩叩きをする罰ゲームをすることとなった。
2017年9月19日踊るさんま御殿にイケメンおバカ枠で出演し、夏休みの自由研究で『砂をばらまく』研究をしたと発言し踊るヒット賞を獲得した。
2024年3月29日、1st EP『INQUIRING MIND』をリリース。同年2月28日に公開したnerve impulseは、EPの曲で一番古く、DISH//でやれる曲として作曲したがハマらず、ソロプロジェクトを始める際に「この曲は自分でやるしかない」と思った曲。

## 出演

### バラエティ番組
- 関内デビルの泉[2]（2020年4月4日 - 2021年3月26日レギュラー、tvk）

### 映画
- 告白（2010年6月5日、東宝）
- リュウセイ（2013年11月16日、サモワール） - 緒方竜太（少年時代） 役
- 新宿スワン（2015年5月30日、ソニー・ピクチャーズ エンタテインメント） - 南秀吉（少年時代） 役

### テレビドラマ
- 娼婦と淑女（2010年4月5日 - 7月2日、東海テレビ） - 久我山真彦（幼少） 役
- 崖っぷちのエリー〜この世でいちばん大事な「カネ」の話（2010年7月23日、テレビ朝日・ABC） - 浜岡正志（幼少） 役
- 土曜ワイド劇場 弁護士・森江春策の裁判員法廷 2（2010年8月21日、テレビ朝日） - 長谷部直樹（中学生） 役
- モリのアサガオ（2010年11月1日、テレビ東京） - 友也 役
- 海賊戦隊ゴーカイジャー（2011年2月20日・2012年2月12日、テレビ朝日） - 少年 役
- ドン★キホーテ 第3話（2011年7月23日、日本テレビ） - 同級生 役
- スピンオフドラマ もうひとつの境遇 第4話「ともだち」（2011年11月、ABC）
- 牙狼＜GARO＞〜MAKAISENKI〜 第15話（2012年1月19日、テレビ東京） - クロ 役
- メンドル学園（2018年9月7日 - 28日、TOKYO MX） - 主演・星陸人 役
- FAKE MOTION -卓球の王将-（2020年4月9日 - 5月28日、日本テレビ） - 市村辰 役[3]

### ウェブドラマ
- DISH//の恋するドラマディッシュ（2018年、AmebaTV） - 全然ツイてない大学生 役
- FAKE MOTION -湯けむり温泉卓球事件簿-（2020年5月28日 - 6月11日、Hulu） - 市村辰 役

### アニメ
- 問題児たちが異世界から来るそうですよ?（2013年） - サラマンドラ兵士C 役
- 少年ハリウッド -HOLLY STAGE FOR 49-（2014年） - 河野草太 役
- 蒼穹のファフナー EXODUS（2015年） - ハインツ・ビットナー 役

### 舞台
- EBiDAN（恵比寿学園男子部）（2010年8月27日 - 29日、恵比寿エコー劇場） - ダイキ 役
- ゼロイチ（2010年12月9日 - 12日、恵比寿エコー劇場）
- 劇団TEAM-ODAC 第21回本公演「小さな結婚式～いつか、いい風は吹く～」（2016年4月6日 - 10日、紀伊国屋ホール） - 神尾啓太郎 役
- 劇団TEAM-ODAC 第22回本公演「MOON&DAY～うちのタマ知りませんか？～」（2016年9月7日 - 11日、草月ホール） - 三河やすし 役
- おおばかもの～おおばかものだけど、わるいやつらではない～（2016年10月26日 - 30日、草月ホール） - 主演・星野哲郎 役（寺坂尚呂己とのW主演）

### CM
- KDDI au ガンガン学割（2011年）
- アサヒ飲料 三ツ矢サイダー シュワわせ冬篇（2011年）

### ミュージック・ビデオ
- PrizmaX「Someday」（2017年）

### ラジオ
- 恵比寿学園男子部 放課後Customize（2012年4月6日 - 2013年7月5日、音泉）[4]
- カスタマイZのハジメマシタ（2014年10月11日 - 2016年4月2日、超!A&G+）

### ラジオCD
- 恵比寿学園男子部 放課後カスタマイズ Vol.1[5]

### イベント
- THE IWASAKI FESTIVAL 2020 -Online-（2020年10月24日）

## 作品

### 配信限定EP
|     | 発売日        | タイトル       | 最高位 | 規格                   | 収録曲                                                     |
| --- | ------------- | -------------- | ------ | ---------------------- | ---------------------------------------------------------- |
| 1st | 2024年3月29日 | INQUIRING MIND |        | デジタル・ダウンロード | 1. nerve impulse 2. MIRROR 3. Deep Meditation 4. wandering |

### 作詞・作曲

#### DISH//
- 「宇宙船」作曲
- 「ありのまんまが愛しい君へ」作曲
- 「Shout it out」作曲（北村匠海、橘柊生と共作）
- 「しわくちゃな雲を抱いて」作曲
- 「FLY」作詞・作曲
- 「ウェディングソング」作詞・作曲
- 「Dreamer Drivers」作曲
- 「いつだってHIGH!」作曲（橘柊生と共作）
- 「朝、月面も笑っている」作曲（橘柊生と共作）